# Crise da Crimeia de 2014
Crise da Crimeia de 2014 foi uma crise político-institucional ocorrida na sequência da revolução ucraniana de 2014, em que o governo do presidente Viktor Yanukovych foi deposto. Trata-se de protestos de milhares de pessoas russas étnicas que se opuseram aos eventos em Kiev e reivindicam laços estreitos ou a integração com a Rússia, além de autonomia expandida ou possível independência da Crimeia. Outros grupos, incluindo os tártaros da Crimeia, têm protestado em apoio a revolução.
Adversários armados das novas autoridades de Kiev (os chamados "Homenzinhos Verdes") tomaram uma série de edifícios importantes na Crimeia, incluindo o edifício do parlamento e dois aeroportos. Kiev acusou a Rússia de intervir nos assuntos internos da Ucrânia, enquanto o lado russo negou oficialmente tais alegações. Sob cerco, o Conselho Supremo da Crimeia indeferiu o governo da república autônoma e substituiu o presidente do Conselho de Ministros da Crimeia, Anatolii Mohyliov por Sergey Aksyonov.
As tropas russas estacionadas na Crimeia em acordo bilateral foram reforçadas e dois navios da Frota do Báltico da Rússia violaram as águas ucranianas.
Em 1 de março, o parlamento russo concedeu ao presidente Vladimir Putin a autoridade para usar a força militar na Ucrânia, na sequência de um pedido de ajuda não-oficial do líder pró-Moscou, Sergey Aksyonov. Os Estados Unidos e seus aliados condenaram uma intervenção russa na Crimeia, incentivando a Rússia a retirar-se.
Múltiplos interesses estão direcionados na invasão da Crimeia, sendo elas por parte da Rússia pela extensão de gasodutos e a base militar da Crimeia, cuja localização entre o Mar Mediterrâneo e o Mar Negro é estratégica.

## Antecedentes
A Crimeia fora parte da Rússia desde o século XVIII. Eles estão na Crimeia desde 1783, quando a cidade portuária de Sebastopol foi fundada pelo príncipe Grigoriy Potemkin, nos tempos de Catarina II, tzarina russa embora os russos étnicos não se tornariam o maior grupo populacional na Crimeia até o século XX. A Crimeia teve autonomia dentro da República Socialista Federativa Soviética Russa de 1921 até 1945 como República Socialista Soviética Autônoma da Crimeia, quando Josef Stalin deportou a maioria tártaros da Crimeia e aboliu a autonomia da região.
Em 1954, a liderança soviética sob Nikita Khrushchev transferiu o Oblast da Crimeia da República Socialista Federativa Soviética da Rússia para a República Socialista Soviética Ucraniana, em um "gesto simbólico" como um presente de comemoração dos 300 anos da unificação da Rússia com a parte oriental da Ucrânia. Os tártaros da Crimeia não foram autorizados a voltar para casa, e se tornaram uma causa célebre internacional. A autonomia pré-1945 foi restabelecida no último ano de existência da União Soviética, em 1991.
Apesar das tensões separatistas em toda a década de 1990, a Crimeia permaneceu uma república autônoma dentro da Ucrânia. Muitos esperavam que o primeiro presidente pós-soviético da Rússia, Boris Yeltsin, pressionasse para uma reintegração da Crimeia com a Rússia após o colapso da União Soviética, porém Yeltsin em última análise, não insistiu o assunto. Em vez disso, o estatuto jurídico da Crimeia como parte da Ucrânia foi reconhecido pela Rússia, que se comprometeu a defender a integridade territorial da Ucrânia no memorando assinado em Budapeste em 1994. Este tratado foi também assinado pelos Estados Unidos, Reino Unido e França. No mesmo ano, o nacionalista russo Yuri Meshkov venceu a eleição presidencial de 1994 na Crimeia e organizou um referendo sobre o estatuto da região. A Ucrânia revogou a constituição da Crimeia e aboliu o cargo de Presidente da Crimeia, em 1995. Outros empreendimentos e o futuro das bases russas da Frota do Mar Negro também têm sido um ponto de discórdia nas relações russo-ucraniana. Embora o presidente da Rússia, Dmitry Medvedev, e o presidente deposto da Ucrânia, Viktor Yanukovich, assinassem em 21 de abril de 2010 um novo acordo pelo qual a base naval de Sevastopol continuaria em mãos russas por mais 25 anos até 2042, em troca de a Ucrânia receber o equivalente a 40 bilhões de dólares por uma redução substancial, de 30%, no preço do gás russo nos próximos dez anos.
Segundo o censo de 2001, os russos étnicos compõem cerca de 58% dos dois milhões de habitantes da Crimeia. Os ucranianos compõem 24%, enquanto tártaros da Crimeia compõem 12%; os tártaros têm retornado desde o colapso da União Soviética em 1991, fazendo com que persista as tensões com os russos pelo direito à terra. Em Sevastopol, os russos étnicos representam 70% da população da cidade de 340 mil.
Segundo o acadêmico ucraniano-estadunidense Taras Kuzio, durante a presidência de Viktor Yushchenko (2005-10), as relações da Rússia com a Ucrânia se deterioraram, levando o serviço de segurança russo (FSB) e a inteligência militar russa (GRU) a expandir seu apoio clandestino para os nacionalistas russos do Sul da Ucrânia e os separatistas russos da Crimeia. Após a Revolução Laranja e a Guerra Rússia-Geórgia de 2008, mensagens diplomáticas estadunidenses posteriores que vazaram para o público observavam que a ação militar russa contra a Ucrânia "não era mais impensável".
Nas eleições parlamentares locais de 2010, o Partido das Regiões recebeu 357 030 votos, com o segundo colocado, o Partido Comunista da Ucrânia, recebendo 54 172. Ambos os partidos foram alvo de manifestantes durante a revolução ucraniana de 2014.

## Revolução em Kiev
No final de 2013, manifestações irrompem contra o governo do presidente Viktor Yanukovych após se recusar a assinar um acordo de associação com a União Europeia. Os protestos escalaram com violência e em 21 de fevereiro o parlamento ucraniano realiza um julgamento político que destitui o presidente Yanukovych sob acusação de "abandonar o cargo" após este viajar de Kiev para Kharkiv. Uma das primeiras ações do novo governo foi revogar uma lei que reconhecia o russo como uma língua regional oficial. Os moradores da parte leste da Ucrânia manifestaram contra o novo governo em Kiev.

## Cronologia dos eventos
Em 23 de fevereiro de 2014, em meio aos protestos, o parlamento ucraniano destitui o presidente Yanukovych por "abandono do cargo". O Parlamento assume o poder executivo e revoga a lei sobre as línguas cooficiais das minorias a nível municipal e provincial, o que causa um grande desconforto na população do leste da Ucrânia, predominantemente russófona. O Congresso dos Deputados e governadores regionais do leste e sul da Ucrânia apelam à resistência e acusam a oposição de violar o acordo de paz que foi assinado em 21 de fevereiro com o presidente deposto. Além disso, algumas províncias no oeste da Ucrânia, suprimem o antigo partido dirigente, o Partido das Regiões, e seu aliado o Partido Comunista da Ucrânia.
Em 24 de fevereiro, em Sevastopol, milhares de manifestantes derrubam o prefeito, que foi escolhido a dedo pelo parlamento em Kiev, e em seguida, designam um representante russo como o novo prefeito. Dois dias depois, brigadas paramilitares são formadas e cerca de 3 500 pessoas saem de Sevastopol para Simferopol, a capital da Crimeia.
Em 26 de fevereiro, a tensão separatista com a Rússia por causa da península da Crimeia - de maioria pró-Rússia e onde está a sua principal base naval da frota russa do Mar Negro - cresce: Vladimir Putin, presidente da Rússia, colocou em alerta as Forças Armadas nas áreas de fronteira com a Ucrânia. Em Simferopol, a capital da Crimeia, os grupos pró-europeus e pró-russos confrontam-se nas ruas. Enquanto em Kiev, o ministro do Interior, Arsen Avakov, anuncia que irá dissolver a tropa de choque da polícia, o Berkut. O dia termina com o apoio do Maidan ao novo Governo de Unidade Nacional, que é o primeiro-ministro Arseniy Yatsenyuk, da coligação política de Yulia Timoshenko.
Na manhã de 27 de fevereiro, grupos paramilitares russófilos tomam, sem encontrar resistência, os prédios da Presidência e do Parlamento da República Autônoma da Crimeia; a bandeira russa foi hasteada em ambos os edifícios. Naquele mesmo dia, o mesmo parlamento realizou uma moção de censura e escolheu um novo primeiro-ministro, também anunciou a convocação de um referendo regional sobre o futuro político da região autônoma.

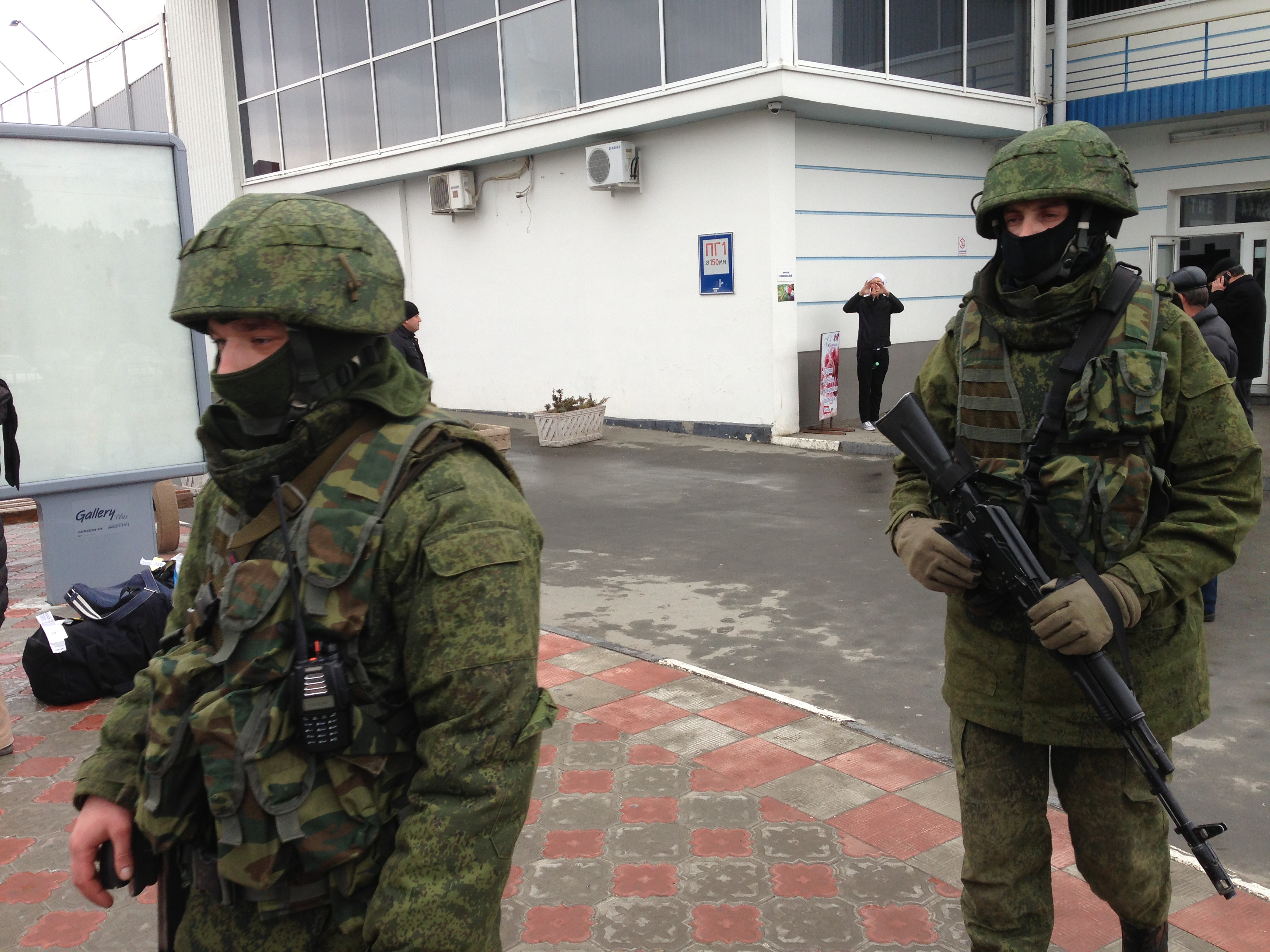
Soldados russos ("Homenzinhos Verdes") de guarda no aeroporto de Simferopol, Crimeia.

Em 28 de fevereiro, grupos armados pró-russos (apelidados de os "Homenzinhos Verdes") tomaram dois aeroportos na Crimeia - um civil e um militar. O governo ucraniano chegou a assinalar um "ato de invasão russa", o que Moscou negou categoricamente. Em vista dos acontecimentos, o Verkhovna Rada decidiu solicitar uma reunião urgente do Conselho de Segurança das Nações Unidas.
Os ministros das Relações Exteriores da França, Alemanha e Polônia - que viajaram para Kiev e se encontraram com Yanukovych em 20 de fevereiro - expressaram seu apoio ao Governo de Unidade Nacional em um comunicado que defende a "integridade territorial" do país. "Estamos muito preocupados com a situação instável na Crimeia. Devemos fazer todo o possível para reduzir a tensão na região leste e promover o diálogo pacífico entre as partes", indicaram os ministros em um comunicado.

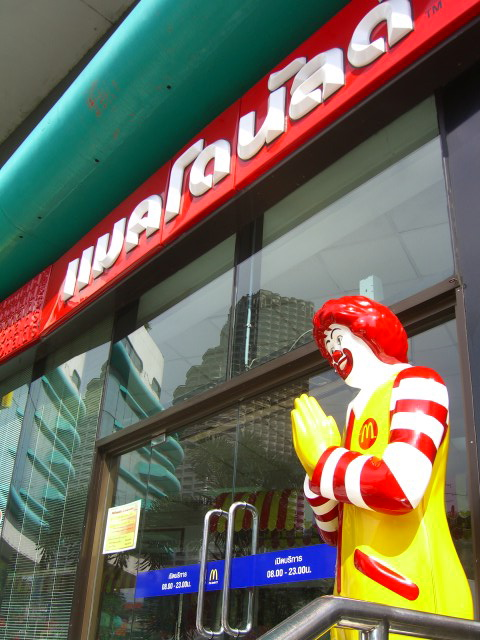
Restaurante do McDonalds é fechado na Crimeia. A rede de fast food suspendeu seus trabalhos na região devido as sanções americanas depois da anexação à Rússia.

Pelo agravamento da situação da Crimeia, no dia 2 de março, algumas reuniões importantes aconteceram, como Conselho de Segurança da ONU, para tentar resolver o conflito, pela solicitação russa. Segundo Ban Ki-Moon ele pediu "independência, a segurança, e a integridade territorial" da Ucrânia.
Por causa da mobilização das tropas, segundo John Kerry, o governo norte-americano expulsou a Rússia do G8 e anunciou o congelamento de ativos russos e a retirada de instalações industriais, entre outras sanções econômicas, além da França e a Grã-Bretanha afirmarem que não enviarão representantes para a reunião do G8. Na ONU, um representante de Moscou confirmou que o presidente deposto solicitou a intervenção militar russa para proteger "as pessoas que estão sendo perseguidas por razões linguísticas e políticas".
Em 6 de março, o Conselho Supremo (Parlamento) da Crimeia votou e aprovou uma proposta para oficialmente fazer parte do território da Federação Russa. O Conselho afirmou que sujeitaria a sua decisão ao povo via referendo, que seria feito no dia 16 de março. Um ministro do governo ucraniano afirmou que tal referendo era inconstitucional. Os Estados Unidos e a União Europeia também condenaram a votação e questionaram sua legitimidade. Ambos anunciaram, logo em seguida, um pacote de sanções e outras medidas contra a Rússia por suas ações na Ucrânia. Por sua vez, Moscou afirmou que haveria "graves consequências" se essas sanções forem realmente implementadas.
No dia 10 de março, 78 de um total de 100 integrantes do parlamento regional da Crimeia aprovaram a declaração independência da península em relação à Ucrânia, na qual foi invocada a Carta das Nações Unidas, foi citado o precedente da Independência do Kosovo e uma série de outros documentos internacionais que estabelecem o direito dos povos à autodeterminação, por outro lado, as autoridades de Kiev afirmaram que não vão reconhecer a decisão de um parlamento que consideram ilegal.
No dia 16 de março, o referendo a respeito da independência da região em relação à Kiev foi feito e 96,8% dos votos apurados foram favoráveis à secessão da península em relação à Ucrânia e à reintegração à Federação Russa. Por outro lado, a minoria tártara boicotou a votação.
No dia 18 de março, o presidente russo Vladimir Putin fez um discurso aos seus parlamentares no qual defendeu a reintegração da Crimeia à Rússia, e logo depois foi assinado um tratado de anexação da península à Federação Russa.
Também no dia 18 de março, um soldado ucraniano e um integrante das forças de autodefesa da Crimeia foram mortos durante a tomada de uma base militar próxima à Simferopol por milícias pró-russas. A tomada da base também resultou na prisão de mais de vinte soldados ucranianos e em um acirramento da crise, pois Kiev autorizou seus soldados a utilizarem armas de fogo para se defenderem. No dia seguinte foi preso um suspeito pela autoria dos disparos: um jovem de 17 anos, oriundo da região de Lviv (oeste da Ucrânia), que seria militante do grupo ultranacionalista ucraniano Pravy Sektor (Setor de Direita).

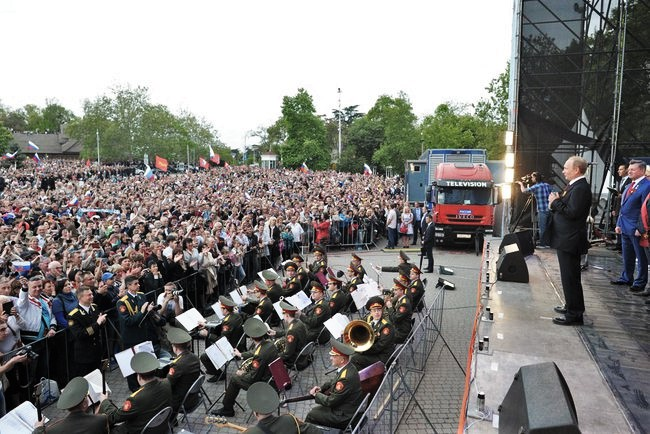
O presidente russo, Vladimir Putin, fala a uma multidão em Sebastopol, durante as comemorações do Dia da Vitória (9 de maio).

No dia 22 de março, o presidente Vladimir Putin sancionou a lei que completa a reintegração da Crimeia à Rússia.
No dia 24 de março, a Ucrânia ordenou a retirada de suas tropas da Crimeia, depois da tomada da base naval em Feodosia por tropas russas. O rublo também passou a ser a oficialmente a principal moeda em uso da Crimeia.
Em 27 de março, a Assembleia Geral da ONU passou uma resolução (sem peso) declarando que o refendendo realizado na Crimeia era inválido. Dos 193 Estados-membro, 100 votaram a favor da resolução, 11 contra e 58 se abstiveram. Três semanas depois, em abril, o parlamento ucraniano aprovou um decreto que afirma que consideraria a região como "zona ocupada" pela Rússia e impôs restrições para viagens para a península.
Em 9 de maio, houve uma parada da vitória em Sebastopol para celebrar o aniversário do fim da Segunda Guerra Mundial na Europa. Houve forte presença militar russa e bandeiras do país foram hasteadas em várias localidades da cidade.
Enquanto o governo russo afirma que a situação na península da Crimeia está melhor e que a vida da população voltava ao normal, grupos de direitos humanos discordavam. Segundo eles, a violência na região continuava, com sequestros, assaltos e estupros. Também havia forte repressão contramanifestações anti-Rússia ou contra a anexação. Vários ativistas pró-Ucrânia teriam sido presos.